# Hemelytroblatta cypria
Hemelytroblatta cypria är en kackerlacksart som beskrevs av Lucien Chopard 1929. Hemelytroblatta cypria ingår i släktet Hemelytroblatta och familjen Polyphagidae.
Artens utbredningsområde är Cypern. Inga underarter finns listade i Catalogue of Life.